# Borisowiczi
Borisowiczi (ros. Борисовичи) – wieś (dieriewnia) w Rosji, w obwodzie pskowskim, w rejonie pskowskim. W 2010 liczyła 103 mieszkańców.